# Историја Бугарске
Историја Бугарске у ужем смислу речи почиње у 7. веку када су у првој половини 681. полуномадски Протобугари прешли Дунав и започели насељавање крајева између реке и планине Балкан. Територија коју су Протобугари запосели већ су насељавала словенска племена, а главну политичку силу у региону представљала је Византија. Током 8. и у првој половини 9. века Византија је морала да води сталне ратове са Бугарима. Прилике су се донекле стабилизовале након 864. када су Византинци натерали бугарског кнеза Бориса I Михаила да прими хришћанство при чему је нова вера поспешила стапање Протобугара и Словена и рађање културе и писмености на старословенском језику. Његов син Симеон Велики водио је неколико успешних ратова против Византија и суседних народа и 913. узима царску титулу. Међутим, после Симеонове смрти 927. његово пространо царство се распада, док са друге стране византијски притисак расте тако да центар Симеонове државе осваја цар Јован I Цимискије 971. године. Традиције овог Првог бугарског царства су опстале на територији данашње Северне Македоније захваљујући устанку Самуила и његове браће, али 1018. и Византија покорава и ово царство чиме се завршава прва фаза државности Бугарске.
После низа неуспешних устанака против византијске власти током 11. века, власт над крајевима између Дунава и Балкана преузимају браћа Петар и Асен 1185. године након успешне побуне. Тиме су ударени темељи Другог бугарског царства са политичким и црквеним средиштем у Трнову. У време Петровог и Асеновог брата Калојана (1197—1207) и његовог даљег рођака Јована Асена II (1218—1241) царство достиже свој територијални врхунац кроз сталну борбу са византијском Епирском деспотовином и крсташким Латинским царством. После 1242. Друга царство постепено слаби услед јачања и осамостаљивања обласних господара и успостављања у јужноруским степама Златне хорде, једног од монголских каната, који намеће бугарским царевима данак и вазалске обавезе. Почетком 14. века Друго бугарско царство се ослобађа притиска Монгола, али улази у конфликт са све јачом Србијом Немањића који се разрешава у српску корист битком код Велбужда 1330. године. Стабилност Бугарском царству ипак доноси долазак на престо Ивана Александра (1331—1371) који удаје своју сестру Јелену за српског краља Стефана Душана и склапа мир са Србијом. Ипак, после заузећа Једрена 1366. Бугарској, као и осталим балканским државама, прети експанзија Турака Османлија. Иван Александар на самрти дели државу својим синовима тако да се од тада може говорити о две мање државе, царствима само по имену, Трновском и Видинском. Трновско царство су Османлије заузеле 1395. године, а последње остатке Видинског царства 1422. чиме је практично окончана средњовековна историја Бугарске.
Историја модерне Бугарске почиње покретима за национални препород од краја 18. века. Ипак, стратешка важност Бугарске, која се налазила у залеђу османске престонице Истанбула, одложили су националну еманципацију. Најзад, 1870. бугарска црква постаје егзархија тј добија аутономију у односу на Цариградску патријаршију, којом је доминирао грчки елемент. У априлу 1876, у време Велике источне кризе, Априлски устанак са центром у Пловдиву изазива тешка страдања бугарског цивилног становништва што скреће пажњу европске јавности на прилике у османској Румелији. Након Руско-турског рата (1877—1878) и Берлинског конгреса Бугарска између Дунава и Балкана постаје аутономна кнежевина, док крајеви јужно од планине Балкан постају аутономна провинција Источна Румелија. Пловдивским превратом 1885, и поред отпора Србије, долази до уједињења Бугарске и Источне Румелије. Након Младотурске револуције 1908. Бугарска проглашава независност и постаје међународно призната краљевина, иако Фердинанд I Сакскобургготски у складу са средњовековном традицијом носи титулу цара (одатле и назив Треће бугарско царство). Као и суседне балканске државе и Бугарска је сматрала да има право на проширење на рачун османских територија у Европи. Заједно са Грчком, Србијом и Црном Гором Бугарска је успешно водила 1912. Први Балкански рат, али је задобијене територије изгубила када је покренула Други Балкански рат у коме су се бившим бугарским савезницима придружиле и Турска и Румунија. У Првом светском рату Бугарска се од 1915. придружила Централним силама, али је после пробоја Солунског фронта септембра 1918. је капитулирала. Споразумом у Неју у новембру 1919. Бугарска је поново изгубила територије стечене у току Првог светског рата.
Бугарска се придружила силама Осовине под притиском Немачке у марту 1941. и заузврат је добила право да окупира делове Југославије и Грчке. Ипак, крајем 1944. са доласком совјетске Црвене армије у Бугарској је укинута монархија и уведен једнопартијски систем на челу са Бугарском Комунистичком Партијом. Народна Република Бугарска је до 1950. строго следила стаљинистичке принципе унутрашњег уређења, али је са доласком Тодора Живкова 1955. унутарполитичке прилике постају флексибилније, али Бугарска остаје члан Варшавског пакта и совјетски сателит. Ипак, 10. новембра 1989. Живков је свргнут у унутарпартијском пучу док се Партија трансформисала у Бугарску социјалистичку партију која је освојила власт на првим слободним изборима у јуну 1990. године. Уз политичке и привредне слабости карактеристичне и за друге посткомунистичке земље Бугарска је од 1992. кренула у опсежне реформе које су резултовале пуноправним чланством у НАТО-у (29. март 2004) и пријемом у Европску унију (1. јануар 2007).

## Антика
Први трагови људског живота на југоисточним деловима Балкана датирају од Палеолита (100.000-40.000. п. н. е.). Од 3000. п. н. е. подручјем доминирају индоевропски Трачани . Око 500. п. н. е. Грци оснивају колоније на обалама Црног мора. Због претњи Персије, Трачани се у 4. веку п. н. е. уједињују и организују државу која се простире између Дунава и Егејског мора. Међутим, развој античке Македоније дестабилизује њихову државу, и Трачани учествују у походима Александра Великог на исток.
У 3. веку п. н. е. Римљани допиру до западног Балкана а од 1. века контролишу цео Балкан јужно од Дунава. Трачанска држава је још неко време функционисала под Римским царством пре него што се сасвим укинула. Римљани су изградили путеве и основали градове, а с њима је у ове крајеве стигло и хришћанство. Године 395. долази до поделе Римског царства. Римске провинције Тракија и Мезија, које су се налазиле на територији данашње Бугарске, спадају под Византију. У 5. веку ове просторе насељавају народи са подручја северно од Каспијског мора а у 6. веку такође Алани, Готи, Хуни, Утигури и Словени.

## Прво бугарско царство
У VI и 7. веку Протобугари су почели да се спуштају са Урала. Јован Зонара и Теофан пишу да се 501. године бугарско племе спустило на Илирик и Тракију .. Њихова пређашња земља, позната као Стара Велика Бугарска, налазила се између реке Дњепра на западу, доње Волге на истоку и Кавказа на југу и распала се 685. године. Године 680. под вођством Аспаруха, прешли су Дунав, освојили Мезију и Добруџу, те начинили Плиску, која се налазила близу данашњег Шумена, својим главним градом Око 700. године, Протобугари и Словени потписали су споразум којим је бугарски кан постао глава државе и бранио земљу од Византије, док су Словени добили знатну аутономију и бранили северне границе дуж Карпате од Авара Протобугари, којих је највероватније било мање од Словена, полако су се асимилирали и попримили словенски језик.
Прво бугарско царство је имало веома јаку политичку и војну организацију. Као пример се може поменути арапски поход на Цариград 718. Византија и Бугарска су удруженим снагама бранили град, а бугарска војска, бројнија од византијске, побила је 30.000 Арапа . Због свог стратешког положаја (кроз земљу је пролазио важан пут) постала је утицајна држава. Проширила је своје границе на северозападу до Тисе и освојила је Трансилванију. Однос са Византијом се погоршавао и византијски цар Нићифор I у два наврата разара Плиску, 809. и 811. године После тога бугарски кан жели да преговара, али цар се одлучује да настави даље у правцу Софије. Ово му није успело, и сам је убијен. Бугари су затим покушали да освоје Цариград, али без успеха.
Под Борисом I (852—889) Протобугари су 864. године примили хришћанство. Словенско становништво бугарског царства је то учинило већ раније. У почетку бугарска црква није била независна и није имала свог сопственог патријарха. Прелазак на хришћанство отежавала је чињеница да су свештеници тог времена у великој мери били Грци, народ у не баш добром односу са Бугарима. Ипак, хришћанство је имало велики удео у асимлирању Протобугара са Словенима, што је резултовало у модерни бугарски народ са заједничком културом. У ово време званични језик Бугарске постаје старословенски са словенским писмом, што је такође било фактор у стварању заједничког идентитета .
Симеон I (893—927) је дошао до престола 893. године. Освојио Србију, Црну Гору и чак један део обале Јадранског мора, укључујући Драч . Два пута је опсео Цариград што је натерало Византију да призна Бугарску православну цркву. Након тога владао је мир у Византији до краја Симеонове владавине. Након Симеонове смрти 927. године престо је наследио његов син Петар I. Током његове власти наставиле су се борбе са Византијом док је Бугарска заратила и са Мађарима на северу Петар је оженио Марију Ирену, унуку византијског цара Романом I Лакапином, али то није унапредило пријатељски однос са Византијом. Црква се до тада обогатила и корупција раширила.
Почетком 10. века се појављују и први трагови о почецима богомилства, под утицајем богумила из Македоније и павлићана досељених из Јерменије.
Крајем X века Византија је освојлиа источни део Бугарске и заробила бугарског цара Бориса II. За време цара Самулиа (997—1014) Бугарска се мало опоравља, али у почетку 11. века бугарску војску је мање-више сасвим уништио византијски цар Василије II, који је због тога постао познат као „бугароубица“. Треба напоменути да се у српској историографији Самуилова држава назива Македонским царством, док историчари из Бугарске, чије су гледиште прихватили историчари у свету, сматрају да је та држава једноставно само бугарско царство померено на запад.
Последњи цар Првог бугарског, или Македонског царства, био је Јован Владислав, братанац цара Самуила и творац чувеног Битољског натписа .

## Византијска управа
Византија је владала Бугарском од 1018. године. Василије II Бугароубица је дозволио бугарској цркви да и даље живи. Цркву је водио патријарх у Охриду, међутим, њоме су све више управљали Грци. Порески систем је сада тражио од сељака да плаћају порез у готовини уместо робом, а робу да продају за одређене цене.
Године 1040. избио је Други словенски устанак против Византије, који је водио Петар Дељан. Устанак се проширио и до делова данашње Бугарске, али је угушен, и Бугарска остаје под Византијом до краја 12. века, тачније до 1185. године. Тада је установљено Друго бугарско царство, после побуна које су водили браћа Петар (познат и као Теодор) и Асен. Петар је 1186. постао цар.

## Друго бугарско царство
Трново постаје главни град новоуспостављеног царства које је обухватало подручје између Црног мора, Дунава и Старе Планине, као и источне Македоније, Влашке и Молдавије. Царство ће постојати до 1396, или по неким изворима 1422. године . Од успостављења царства Бугари имају и свог патријарха, чије је седиште у Трнову.
У време другог царства бугарски владари били су и у рођачким везама са српским двором. Свети Сава је умро и сахрањен у Трнову 1236. године .
Цар Калојан (1197—1207) је успео да истера Мађаре из североисточне Бугарске и да 1202. успостави мир са Цариградом. Под царем Иваном Асеном II (1218—1241) Бугарска доживљава свој врхунац територијалне експанзије и постаје јака држава у Европи. Осваја Београд и Браничево. После смрти Ивана Асена царство назадује јер јој недостају јаки владари. Делове царства освојили су суседне земље, док у 13. веку Бугарској константно прете Србија и Мађарска. Цар Јован Александар (1331—1371) успева да влада Бугарском 40 година и да је осамостали од Србије али по велику цену народа . Ослабљена земља тако није могла да се супротстави новом непријатељу, Османском царству, које је освојило Пловдив 1362. и Софију 1382. године.
Распадом Другог бугарског царства, царство је кратко време подељено на два дела: Трновско царство, која је пала 1395, и Видинско царство, која је пала годину дана касније. Прва је обухватала већи део данашње Бугарске са седиштем у Трнову, а друга делове данашње Бугарске, Србије и Румуније са седиштем у Видину .

## Бугарска у Османском царству
Од 14. века па све до 1878. године Бугарском је управљало Османско царство. Бугарска је заједно са неким другим земљама административно припадала османској провинцији Румелији, која је имала свог гувернера Беглербега у Софији. Територија је такође подељена у санџаке, а сваки санџак је имао Санџакбега који је одговарао пред Беглербегом.
Становништво је, као и у другим деловима Балкана, било под притиском да конвертује у ислам. Иако Турци то нису директно тражили, забележени су масовни преласци у ислам, поготово на Родопским планинама . Бугарска православна црква је 1394. године изгубила свог патријарха и била је под Васељенском патријаршијом. Хришћански омладинци су одузимани као порез, силом конвертовани у ислам и јањичаре. Бугарска култура улази у мрачни период лишен културних процеса других делова Европе. Сва важнија седишта бугарске културе су уништена и образовани део друштва бежи у друге словенске земље . Незадовољни животним условима, народ је у више наврата организовао устанке, али без успеха. Неуспели устанак се одиграо у Трнову 1595. године. Помаци, тј. муслимански Бугари, су угушили нови покушај устанка средином 17. века. Године 1688. устанке подржава и аустријска армија, али ни то није од помоћи.
Крај XVIII и почетак 19. века означава време побуна на Балкану. Јањичари се супротстављају амбицијама Османског царства да се уведу реформе у армији, као и да се уништи корупција у њој. Тако је Махмуд II 1826. године побио око 5.000 јањичара и послао на хиљаде њих у унутрашњи егзил. Након тога је уведено обавезно служење војног рока, због чега су се многи бугарски трговци обогатили, хранећи и облачећи војску. 1830-их година Бугарска тако доживљава економски процват, а као резултат тога почела је изградња школа, расла је писменост и почело је издавање књига и новина на бугарском језику.
Исте деценије се многи бугарски свештеници школују у Русији и расте жеља за независном бугарском црквом. Трајаће ипак до 1870. да црква стекне аутономију после одлуке султана Абдул Азиза.

### Национални препород
Обично се прихвата теза да је бугарски национални препород започео делом „Словенобугарска историја“ коју је написао Пајсије Хиландарски 1762. године. Револуционар Георги Раковски из Котела је исте године водио бугарску трупу која је учествовала у ослобађању Београда 1862, које је водило до турског напуштања Београда и Србије. После тога, Георги Раковски кује план за ослобођење Бугарске. Основао је герилу, „чете“, која је на разне начине компликовала ситуацију османској армији Раковски умире 1867. године, а иза себе оставља следбенике који настављају борбу за независност.
Други познати бугарски револуционар овог доба јесте Васил Левски, који је крајем 1860-их развио револуционарну теорију која представља одлучан корак ка бугарском покрету ослобођења. Године 1869. Левски је почео да поставља локалне комитете. До средине 1872. успео је да успостави јаку мрежу комитета у више бугарских градова и села који су били у сталној вези и примали наређења од тајне владе у граду Ловечу. Комитети су набављали оружје, организовали борбене одреде, и казнене акције против османских званичника и бугарских издајника. Наредне године турска полиција је ухапсила многе револуционаре па и Левског који је обешен у Софији, у фебруару 1873.
1875. избијају немири у Србији, Босни и Црној Гори. Бугарски борци за независност увиђају да долази одлична прилика за устанак. У априлу и мају 1876. одиграва се Априлски устанак, устанак који су Турци угушили на крвав начин. Најкрвавије је било на подручју Родопских планина а догађаји су побудили интерес у целој Европи. Тешко је рећи колико је жртава устанак однео, али помињу се бројке од 3.000 . до 12.000 У децембру 1876. састали су се амбасадори више земаља у Цариграду. Русија је захтевала бугарску државу која би обухватала све територије где живе Бугари, укључујући Македонију, Мезију, Тракију и Добруџу. Велика Британија је желела Бугарску са знатно мањом територијом. Компромис је на крају достигнут, али Османско царство не пристаје на планове, због чега руски цар Александар II објављује рат. Руско-турски рат избија у априлу 1877. У јануару 1878. Руси окупирају Софију, а 3. марта исте године у Сан Стефану потписан је привремени мировни уговор
Бугарски национални препород оставио је богату књижевну баштину, а особито се истичу књижевници Иван Вазов и Христо Ботев који су били главни инспиратори бугарске борбе за независност и црквену аутономију.

## Трећа бугарска држава
Србија и Грчка изражавају бојазан од величине новонастале бугарске државе а европске велесиле од тога да Русија проширује свој утицај по Балкану. Бугари су сматрали Русе ослободиоцима, и Бугарска је названа „Стари Иван“, термин који се може чути још данас. Уочи Берлинског конгреса (1878) поништен је Санстефански уговор и замењен новим уговором којим Македонија и Тракија остају под Османским царством, док јужна Бугарска постаје провинција унутар Османског царства под именом Источна Румелија Провинцију је водио хришћански гувернер, а главни град је био Филипопел, данашњи Пловдив. Неке раније бугарске територије су припале Србији и Румунији. Бугарска је тако обухватала подручје између Дунава и Балканских планина и делове око Софије. Бугарска је у ствари била кнежевина која је признавала супериорност Османског царства.

### Кнез Александар I
У фебруару 1879. године израђен је Трновски устав, којим се парламент бира у директним изборима, а право да гласају имају сви мушкарци старији од 21 године. Законска власт се делила са кнезом. Православна црква је била државна црква, међутим, први кнез није морао да буде њен члан За првог кнеза Бугарске изабран је 22-годишњи Александар I Батенберг, чија је тетка била жена Александра II.
У септембру 1879. одржани су први јавни избори за парламент. Парламентом су доминирали либерали с којима је кнез Александар имао потешкоће да сарађује. Растворио је парламент и најавио нове изборе, на којима су либерали поново победили, и кнез није имао другог избора него да им допусти да формирају владу. После корупционих избора за скупштину у јулу 1881, скупштина је стекла конзервативну већину што је омогућило кнезу да промени устав у своју корист: јавни избори су од сада индиректни и парламент је добио доњи дом који је имао власт да оповргне сувише радикалне предлоге.
Године 1885. поново се отвара питање о Источној Румелији. По плану је требало да народ изабере скупштину која бира водећи савет где би били присутни Бугари, Турци и Грци. Међутим, присутни су били једино Бугари, који су организовали револт и 18. септембра опколили главни град Пловдив, што је натерало генералног гувернера Источне Румелије да поднесе оставку. Кнез Александар је убрзо стигао у Пловдив и објавио да су се Бугарска и Источна Румелија ујединиле . На то су се Руси узбудили, с обзиром на то да је кнез Александар месец дана раније обећао Русији да није за очекивати никакве политичке промене. Руси су повукли сва своја војна лица из Бугарске, због чега је бугарска војска остала без виших официра.
Због догађаја у Источној Румелији негодовање показују и суседне земље. Српски краљ Милан Обреновић је то доживео као бугарску припрему за освајање Македоније, а његова политика се све више заоштравала и због његовог велепоседа Брегово које је припало Бугарској. Одлучио је да објави рат против Бугарске. У краткотрајном рату Србија је поражена, а главна битка се одвила на реци Сливници од 5. до 7. новембра 1885. Бугарска је окупирала Пирот, али мир склопљен у Букурешту је био по начелу повратка на првобитно стање. У овом рату умрло је 700 Бугара а 4.500 је рањено
Упркос победе кнез Александар постаје предмет критике због своје политике. Русија је подупирала опозицију и 1886. извршен је покушај револуције који је спречио бугарски премијер Стефан Стамболов. Кнез Александар је затражио политичку подршку руског цара Александра III али то није добио, па је 7. септембра 1886. заувек напустио земљу.
Односи са Русијом су били веома лоши, а и односи са Србијом су нагло захладнели после абдикације краља Милана фебруара 1889. године и доласка Радикалне странке на власт.

### Кнез Фердинанд I
Пошто је кнез Александар напустио земљу, власт је преузео регентни савет који је водио Стефан Стамболов. У марту 1887. избило је више револта у војним пуковима које је Стамболов брутално стишао – сваки двадесети војник је убијен. У јулу исте године је коначно одабран нови регент, Фердинанд I Бугарски.
Фердинанд је одмах наименовао Стамболова за премијера. Када је преминуо цар Александар III односи са Русијом су се побољшали. Да би признала Фердинанда као бугарског регента, Русија је затражила да Фердинанд, иначе католик, конвертује у православље. Тако је Фердинанд 14. фебруара 1896. прекрштен, а кумовао му је руски цар Николај II .
Фердинанд је улагао у индустрију, изградњу лука, прилагођавање закона и скупље царине. Индустријализацију су условиле ниске цене коришћења железнице. Затим су подигнути порези за сељаке, што је изазвало негодовање међу њима и 1899. године формирана је сељачка организација која је брзо постала и политичка партија. Социјалдемократска партија, која се основала 1892, укинула се 1903. због унутрашњег раскола.
Дана 5. октобра 1908. године кнез Фердинанд објављује бугарску независност.

### Балкански ратови
Када је 1911. године Иван Гешов постао премијер Бугарске, желео је да обнови добре односе са Русијом. Русија је желела да Бугарска и Србија формирају алијансу. У Албанији су избијали револти и Русија је страховала да ће нека од велесила војно интервенисати. И Србија и Бугарска су били заинтересовани да освоје територије од Османског царства и 13. марта 1912. су се договорили да поделе Македонију. У мају је склопљен сличан споразум са Грчком и заједно са Црном Гором ове земље су ступили у пакт против Османског царства, назван Балкански савез.

#### Први балкански рат
Дана 7. септембра 1912. бугарска влада се припрема за рат а 8. октобра Црна Гора објављује рат против Османског царства. Суседне земље су убрзо учиниле исто. Турска војска је угрожена и бугарске снаге су биле надомак Цариграда пре него што су Турци затражили примирје које се потписало 2. децембра. После потписаног примирја почели су мировни преговори у Лондону. Турска је намерно одуговлачила преговоре што су чланице Балканског савеза протумачиле као њен покушај да добије време да би се припремила за наставак рата. Зато су 23. јануара 1913. прекинути преговори и настављена ратна дејства.
Дана 22. априла поново се село за преговарачки сто и Османско царство морало је да прихвати мировне услове који су јој још раније понуђени, па је 30. маја закључен мир по коме се Турска одрекла свих земаља на Балкану западно од линије Енос-Мидија и свих острва у Егејском мору. Бугарска је добила већину територија Македоније, плодну Добруџу и Тракију.
Бугарска је у Првом балканском рату имала највише жртава од свих земаља учесника.

#### Други балкански рат
Из мировног уговора није произлазило како ће се поделити Македонија. Преговори између Бугарске, Србије и Грчке нису водили никуда и 29. јуна је бугарска војска напала Србију и Грчку . Кренуло је успешно, али две недеље касније је Румунија мобилизовала и претила да пређе границу и угрози Софију. Такође, на југу су Турци искористили ситуацију да поврате своје бивше поседе у Тракији.
Пошто није била у стању да заустави румунску војску, Бугарска је морала да преговара и 10. августа, миром у Букурешту, Бугарска је морала да се одрекне Добруџе Румунији. Од територија које је раније контролисало Османско царство, само је мањи део припао Бугарској – мали део Македоније и 10 mi (16 km) обале Егејског мора. Од ових мировних уговора, који су увели у Први светски рат, Србија је извукла највише користи и постала је уместо Бугарске најмоћнија држава на Балкану.

### Први светски рат
Бугарска је због пораза у другом балканском рату имала жељу за осветом, и још увек располагала са јаком војском. Када су Централне силе Бугарској понудиле целу Македонију, Фердинанд и влада под Василом Радославовом није оклевала да мобилизује и да 11. октобра 1915. изврши напад на Србију, иако је претходно гарантовала бугарску неутралност. Бугари су тако окупирали Македонију, делове северне Грчке као и Добруџу.
Са пробојем солунског фронта 1918. бугарска војска је била пред распадом. Капитулација Бугарске резултирала је и абдикацијом Фердинанда I од Бугарске, који се је вратио у немачки град Кобург.

### Други светски рат
Избијањем Другог светског рата Бугарска жели да буде неутрална. Цар Борис III и премијер Богдан Филов, одбијају понуде о пактовима са другим државама, укључујући Совјетски Савез 1939. године. Падом Француске и притиском Немачке на балканске земље, Бугарска дипломатијом добија јужну Добруџу коју је изгубила у Другом балканском и Првом светском рату, чиме расте жеља за даљњим проширивањем територије и без директног учествовања у рату.
Ипак, у децембру 1940. Бугарска и Немачка започињу преговоре пошто Немачка планира инвазију на Грчку. Богдан Филов 1. марта 1941. у Бечу потписује споразум са Тројним пактом, придружујући Бугарску силама Осовина, чиме је немачка војска могла да пролази кроз Бугарску до Грчке. Окупирањем Грчке и Југославије, Бугарска добија западну Тракију, источну Србију, Македонију и неколико острва у Егејском мору. Цар Борис III није желео да бугарске трупе учествују у рату са Совјетским Савезом, па су уместо тога заменили немачке трупе у окупираној Југославији. Такође, цар успева да одоли немачком притиску да депортује бугарске Јевреје, чији су животни услови током рата ипак били много лоши. Међутим, македонски и трачки Јевреји су послати у концентрационе логоре, углавном у Аушвиц и Треблинку.
Бугарска у ово време није прекинула све дипломатске односе са Совјетским Савезом и није учествовала у немачком нападу на Совјетски Савез у јуну 1941. године. Ипак, дешавале су се борбе између бугарске и совјетске флоте у Црном мору. У Бугарској је организован герилски покрет на иницијативу комунистичке партије, који се противио пронацистичкој влади. Крајем 1941. године Бугарска објављује рат Уједињеном Краљевству и САД .
Борис III, који је патио од срчане болести, умро је у августу 1943, убрзо по повратку из Берлина где се срео са Адолфом Хитлером. Пошто је принц Симеон био премлад, земљом је управљао савет са Филовом на челу. Крајем исте године, савезници бомбардују Софију и друге бугарске градове . Бугарска сада жели да изађе из рата, али амерички услов за то је потпуна бугарска капитулација. Бугарска то не прихвата, али и поред тога објављује своју неутралност и захтева да све немачке трупе напусте земљу. Тада је Црвена армија већ стигла до Румуније, и Совјетски Савез не прихвата бугарску објаву. Немци 7. септембра напуштају земљу.
Следећег дана Црвена армија прелази Дунав и за три дана осваја североисточну Бугарску пре него што Бугарска мења страну. Бугарска војска затим учествује у рату против Немачке са Црвеном армијом у Мађарској и Аустрији, спасавајући 48.000 Јевреја .

#### Последице рата
После рата успостављена је комунистичка власт са Георгијем Димитровом на челу. Димитров је за време рата био на челу уреда комунистичке партије у Москви одакле је руководио комунистичким покретом отпора у Бугарској. Убрзо по доласку на власт, Димитров се претвара у Стаљиновог пиона који практично у његово име управља Бугарском. Цар је отеран у егзил.
Париским миром Бугарска је добила јужну Добруџу, поставши једина земља сила Осовина која је увећала своју предратну територију. Остала подручја која је Бугарска држала током рата су враћена, и 150.000 Бугара је побегло из Западне Тракије, тј. Грчке.
Што се тиче броја жртава, Бугарска их је имала 22.000 војних и 3.000 цивилних.